# سرژ یوفو
سرژ یوفو (انگلیسی: Serge Yoffou؛ زادهٔ ۲۴ دسامبر ۱۹۷۱) بازیکن فوتبال اهل ساحل عاج بود.
از باشگاه‌هایی که در آن بازی کرده است می‌توان به باشگاه فوتبال پاریس، باشگاه فوتبال دیژون، باشگاه فوتبال لفسکی صوفیه، و باشگاه فوتبال تون اشاره کرد.
وی همچنین در تیم ملی فوتبال ساحل عاج بازی کرده است.